# San Pedro (Trinidad y Tobago)
San Pedro es una localidad de Trinidad y Tobago, que forma parte de las regiones de Couva-Tabaquite-Talparo y Mayaro-Río Claro.

## Geografía
La localidad abarca parte de la isla Trinidad y limita al norte con Cushe-Navet (localidad perteneciente a la región de Mayaro-Rio Claro), al sur con Robert Village, Fonrose Village, Poole y Libertville (localidades pertenecientes, la primera a la región de Princes Town y la otras tres a la región de Mayaro-Rio Claro), al este con Cushe-Navet, Navet Village, Río Claro y Libertville (localidades todas pertenecientes a la región de Mayaro-Rio Claro), y al oeste con Brickfield-Navet y Brothers Road.

## Demografía
Datos demográficos de la localidad de San Pedro:
| Gráfica de evolución demográfica de San Pedro entre 2000 y 2011 |
|                                                                 |